# Dendrotrophe buxifolia
Dendrotrophe buxifolia är en tvåhjärtbladig växtart som först beskrevs av Carl Ludwig von Blume, och fick sitt nu gällande namn av Friedrich Anton Wilhelm Miquel. Dendrotrophe buxifolia ingår i släktet Dendrotrophe och familjen Amphorogynaceae. Inga underarter finns listade i Catalogue of Life.